# Jerónimo Xavierre
Jerônimo Xavierre (Saragoça, 1546 - Valladolid, 1608) foi um religioso dominicano espanhol, Mestre Geral da Ordem dos Pregadores e cardeal da Igreja Católica Romana.

## Histórico
Era o terceiro de sete filhos da família Zavierre-Pérez de Caseda. Com 16 anos sentiu a vocação religiosa e decidiu entrar na Ordem dos Pregadores, tomando o hábito em 1562. vivei durante dez anos no Colégio e Estudos Gerais de Tortosa onde se licenciou, doutorou e foi professor. 
Em 1578 tornou-se Consultor e Qualificador do Santo Ofício, em Saragoça. Em 1581 assumiu a cátedra de Teologia na nova Universidade de Saragoça. Foi fundador do Colégio de São Vicente Ferrer naquela cidade.
Em 1600 foi eleito provincial de Aragão e em 1601 foi escolhido como 52º Mestre Geral da sua ordem. Dedicou-se especialmente às questões litúrgicas, bem como ao reforma do ensino. Em 1605, o rei Filipe III escolheu-o como seu confessor, passando a viver em Valladolid. Por intercessão do rei, o papa Paulo V nomeou-o cardeal, em 10 de dezembro de 1607 (mas nunca foi a Roma para receber o barrete vermelho e o título), renunciando então ao seu cargo de Mestre Geral.
Deixou vasta obra publicada, com destaque para as suas cartas enquanto professor catedrático de teologia e filosofia e de Mestre Geral.